# برهان صادق
برهان صادق' (18 يناير 1917 - 1 يناير 1970) ممثل لبناني وبطل في رياضة الملاكمة وطبيب أسنان ويتحدث بلغات عدة، من مواليد 18 يناير 1917، جاء إلى مصر وأقام فيها، وحصل على العديد من البطولات والجوائز، كما شارك في عدد من الجولات الرياضية وسافَر لأكثر من دولة خلال نشاطه الرياضي، منهم أمريكا الشمالية والجنوبية، ومثل في أفلام مصرية من عام 1946 إلى عام 1952. بعد اعتزاله الفن استمر في عمله كطبيب أسنان، ثم تفرَّغ للتصوير الفوتوغرافي في نهاية حياته. توفي في يناير 1970 عن عمر يناهز 53 سنة.
كتب الناقد السينمائي محمود قاسم: "تعتبر فترة منتصف الأربعينيات هي سنوات الازدهار الأولى للبنان في السينما المصرية، حيث تم استجلاب الكثير من الموهوبين الجدد، إلى الأفلام المصرية سواء في مجال التمثيل أو الغناء... تمت الاستعانة ببطل رياضى بالغ الوسامة هو اللبناني برهان صادق ليقوم بالبطولة أمام صباح... وتم الرهان على هذا البطل الوسيم، وهو قريب الشبه كثيرا من ممثل أمريكى لمع في التسعينيات اسمه "توم سيليك"، وقد مثل فيما بعد في بطولة فيلمين فقط.

## الأسم الحقيقي
أكدت صحيفة الأهرام أن الفنان اللبناني "برهان صادق" استخدم هذا الاسم للظهور في السينما المصرية، وأن اسمه الحقيقي هو "جورج شماس"، وهو ابن عم "نجيب شماس" زوج المطربة "صباح" الأول، ووالد ابنها الدكتور صباح شماس، وأكد ذلك موقع الفن قائلاً: "الفنان جورج شماس اكتشفه المخرج نيازي مصطفى ومثل بفيلم "أول نظرة" وعرف باسم "برهان صادق".

## قائمة أفلامه
فيلم «أول نظرة» للمخرج نيازي مصطفى، عام 1946
فيلم «الغيرة» للمخرج عبد الفتاح حسن، عام 1946
فيلم «المنتصر» للمخرج حلمي رفلة، عام 1952

## وصلات خارجية
- برهان صادق على موقع IMDb (الإنجليزية)
- برهان صادق على موقع قاعدة بيانات الأفلام العربية
- برهان صادق على الدهليز
- برهان صادق على كاروهات